# Na altar' krasoty
Na altar' krasoty (На алтарь красоты) è un film del 1917 diretto da Pёtr Ivanovič Čardynin.